# Рюкюская диаспора
Рюкюская диаспора — это рюкюские эмигранты с островов Рюкю, особенно с острова Окинава, и их потомки, проживающие в чужой стране. Первая зарегистрированная эмиграция рюкюсцев произошла в XV веке, когда они основали эксклав в Фучжоу во времена династии Мин (Китай). Позже в начале XX века произошла большая волна эмиграции на Гавайи, за которой последовала волна на различные острова Тихого океана в 1920-х годах и многочисленные миграции в Америку на протяжении XX века. Рюкюсцы стали гражданами Японии, когда Япония аннексировала Королевство Рюкю в 1879 году, поэтому иммигрантов из Рюкю часто называют частью японской диаспоры. Несмотря на это, большая часть рюкюской диаспоры считает себя отдельной группой от японцев (Ямато).

## История
После того, как Япония (эпоха Мэйдзи) легализовала эмиграцию из префектуры Окинава, тысячи рюкюсцев начали селиться в других странах.
Первая группа окинавских эмигрантов прибыла на Гавайи 8 января 1900 года под руководством Кюдзо Тоямы, которого часто называют «отцом окинавской эмиграции».  Сегодня на Гавайях проживает от 45 000 до 50 000 жителей рюкюского происхождения, что составляет около 3% населения штата.
Бразилия приняла своих первых мигрантов из Японии в порту Сан-Паулу 18 июня 1908 года. Половина этих мигрантов были из префектуры Окинава, несмотря на то, что на Окинаве проживает менее 2% всего населения Японии.

## Смотрите также
- Рюкюсцы
- Айны